# Lauttolahden - Soidinvaaran kohteet
Lauttolahden - Soidinvaaran kohteet este o arie protejată (arie specială de conservare — SAC, sit de importanță comunitară — SCI) din Finlanda întinsă pe o suprafață de 15 ha, integral pe uscat.

## Localizare
Centrul sitului Lauttolahden - Soidinvaaran kohteet este situat la coordonatele 64°09′57″N 27°53′21″E / 64.1658°N 27.8892°E.

## Înființare
Situl Lauttolahden - Soidinvaaran kohteet a fost declarat sit de importanță comunitară în august 1998 pentru a proteja 2 specii de plante și 1 specie de animale. Situl a fost protejat și ca arie specială de conservare în aprilie 2015.

## Biodiversitate
Situată în ecoregiunea boreală, aria protejată conține 5 habitate naturale: Cursuri de apă de la nivel de câmpie la nivel montan, cu vegetație Ranunculion fluitantis și Callitricho-Batrachion, Izvoare fino-scandinave și mlaștini produse de izvoare bogate în minerale, Mlaștini alcaline, Păduri fino-scandinave bogate în ierburi cu Picea abies, Mlaștini împădurite.
La baza desemnării sitului se află mai multe specii protejate:
- plante (2): Diplazium sibiricum, Hamatocaulis vernicosus
- mamifere (1): veveriță zburătoare siberiană (Pteromys volans)

Pe lângă speciile protejate, pe teritoriul sitului au mai fost identificate 15 specii de plante, 1 specie de pești.